# XPeke
Энрике Седеньо Мартинес (исп. Enrique Cedeño Martinez; 24 апреля 1992, Мурсия, Испания), также известный как «xPeke» — испанский киберспортсмен, игрок в League of Legends. Победитель League of Legends Season 1 Championship, чемпион трёх сплитов EU LCS (весна и лето 2013, весна 2014) в составе Fnatic. Победитель весеннего сплита EU Challengers Series 2015, полуфиналист League of Legends World Championship 2015 в составе Origen.

## Достижения

### Командные достижения
myRevenge:
- Чемпион Intel Extreme Masters: 5-й сезон (LoL Invitational, 2011)

Fnatic:
- Победитель League of Legends World Championship: 2011
- Чемпион Intel Extreme Masters: Global Challenge New York 2011
- Победитель DreamHack: Winter 2012
- Чемпион European League of Legends Championship Series (3): весенний и летний сплиты 2013, весенний сплит 2014

Origen:
- Победитель EU Challengers Series: весенний сплит 2015
- Чемпион Intel Extreme Masters: 10-й сезон – San Jose[англ.] (2015)

### Личные достижения
- Игрок с наивысшим показателем среднего количества убитых миньонов за минуту (CS per minute) на Чемпионате мира по League of Legends 2015